# Miss Mundo Brasil 2015
Miss Mundo Brasil 2015 foi a 10ª edição de um concurso de beleza feminino sob a gestão da MMB Produções & Eventos (representada pelo empresário Henrique Fontes), a 26ª edição de realização de uma disputa específica para a eleição da brasileira ao concurso de Miss Mundo e o 56º ano de participação do Brasil na disputa internacional. Esta edição ocorreu novamente na cidade de Florianópolis, tendo sua final realizada no "Teatro Pedro Ivo", com transmissão da TVCOM e TV UOL. Disputaram o título trinta e seis (36) candidatas, sagrando-se vencedora a representante de Sergipe, Ana Luísa Castro, que abdicou ao título posteriormente, recaindo sobre a representante de Ilhabela,  Catharina Choi Nunes, o título nacional.

## Resultados

### Colocações
| Colocação                                               | Representação & Candidata |
| ------------------------------------------------------- | --- |

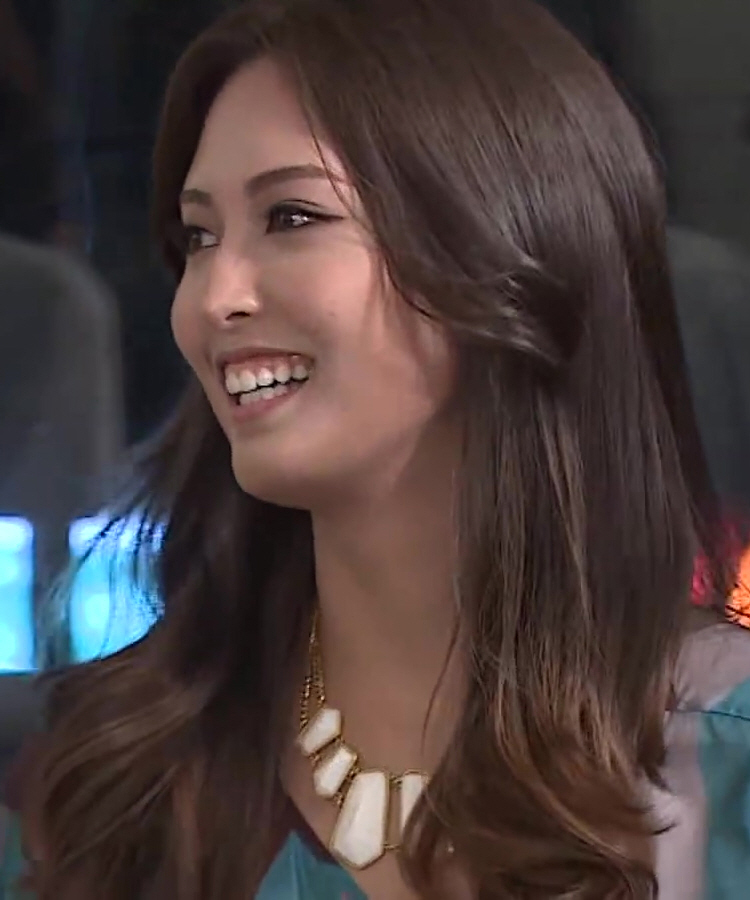
A detentora do título deste ano, a modelo e apresentadora coreano-brasileira Catharina Choi.

| Abdicou                                                 | - Sergipe - Ana Luísa Castro |
| Assumiu                                                 | - Ilhabela - Catharina Choi |
| Vice                                                    | - Mato Grosso do Sul - Paula Gomes |
| 1ª Princesa                                             | - Rio Grande do Sul - Laís Berté |
| 2ª Princesa                                             | - Distrito Federal - Thainá Magalhães |
| Top 10 Semifinalistas (Em ordem final de classificação) | - Minas Gerais - Júlia Horta - São Paulo Capital - Marjorie Rossi - Espírito Santo - Nathalia Kaur - Rio de Janeiro - Viviane Soares - Ilha de Marajó - Nathália Lago |
| Top 20 Semifinalistas (Em ordem final de classificação) | - Santa Catarina - Clóris Junges - Trindade e Martim Vaz - Larissa Dienstmann - Jurerê Internacional - Juliana Policastro - Pampa Gaúcho - Andrieli Rozin - Pará - Mara Ângela Lima - Goiás - Monalisa Carneiro - Amazonas - Mayra Dias - Ilha dos Lobos - Jéssica Lírio - Amapá - Jade Davis - Piauí - Maria Cândido |

### Premiações Especiais
O concurso distribuiu os seguintes prêmios este ano: 

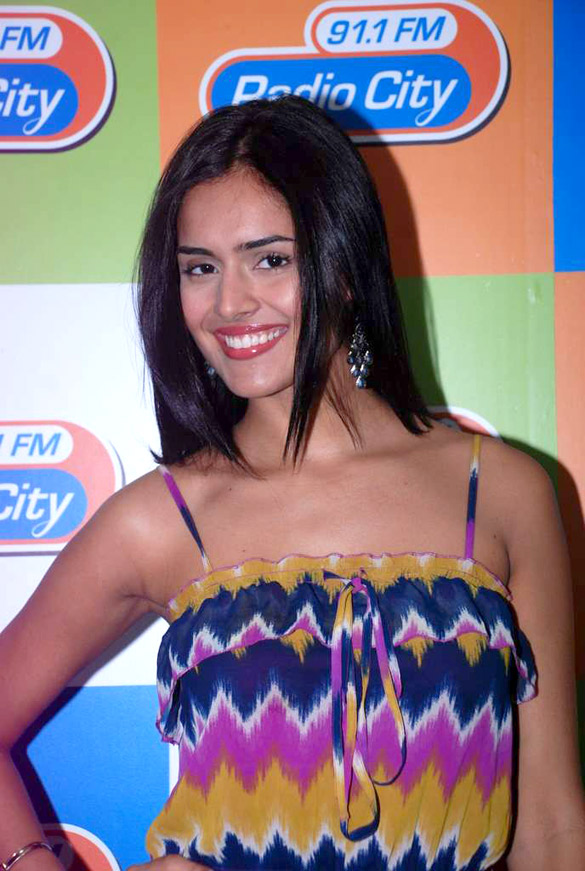
A modelo e atriz bollywoodiana, indiano-brasileira, Nathalia Kaur, representante do Espírito Santo deste ano.

| Colocação             | Representação & Candidata           |
| --------------------- | ----------------------------------- |
| Miss Simpatia         | Rondônia - Rebeca Falco             |
| Miss Fotogenia        | São Paulo Capital - Marjorie Rossi  |
| Miss Elegância        | Mato Grosso do Sul - Paula Gomes    |
| Miss Cordialidade     | Minas Gerais - Júlia Horta          |
| Miss Personalidade    | Espírito Santo - Nathalia Kaur      |
| Miss Popularidade UOL | Piauí - Maria Cândido               |
| Miss Health & Fitness | Bahia - Monique Morais              |
| Modelo Revelação      | Minas Gerais - Júlia Horta          |
| Miss Duval Leroy      | Rio Grande do Sul - Laís Berté      |
| Melhor Passarela      | Amazonas - Mayra Dias               |
| Melhor Cabelo         | Distrito Federal - Thainá Magalhães |
| Melhor Sorriso        | Ceará - Theresa Carvalho            |
| Melhor Rosto          | Ilhabela - Catharina Choi           |
| Melhor Pele           | Pampa Gaúcho - Andrieli Rozin       |

### Ordem dos anúncios
| 1. Rio Grande do Sul 2. Rio de Janeiro 3. Goiás 4. Trindade & Martim Vaz 5. Amapá 6. Minas Gerais 7. Ilhabela 8. Espírito Santo 9. Pampa Gaúcho 10. Pará 11. Ilha dos Lobos 12. Jurerê Internacional 13. SP Capital 14. Mato Grosso do Sul 15. Distrito Federal 16. Sergipe 17. Ilha de Marajó 18. Santa Catarina 19. Piauí 20. Amazonas | 1. Minas Gerais 2. Espírito Santo 3. Sergipe 4. Distrito Federal 5. Rio Grande do Sul 6. SP Capital 7. Ilha de Marajó 8. Ilhabela 9. Mato Grosso do Sul 10. Rio de Janeiro | 1. Mato Grosso do Sul 2. Ilhabela 3. Rio Grande do Sul 4. Distrito Federal 5. Sergipe |  |

## Corpo de Jurados

### Final
Ajudaram a eleger a vencedora:
1. Olga Blanc, estilista;
2. Natália Casassola, ex-BBB8;
3. Lucas Gil, modelo e Mister Brasil 2007;
4. Luciana Bertolini, Miss Mundo Brasil 2009;
5. Sérgio Moraes, diretor da empresa "Maquel";
6. Doutor Fabricio Bervian, médico cirurgião plástico;
7. Nadia Cerri, coordenadora do "Miss Mundo Argentina";
8. Mary Silvestre, participante do reality show Lucky Ladies;
9. Christian Kuntz, responsável pelas licenças estaduais do concurso;
10. Doutora Alicy Scavello, dermatologista e coordenadora do "Beleza com Propósito Brasil";
11. Andrea Druck, diretora da Habitasul, proprietária do empreendimento "Jurerê Internacional";
12. Artur Custódio, diretor da "MORHAN (Movimento de Reintegração das Pessoas Atingidas pela Hanseníase)";
13. Elke Maravilha, modelo, jurada, apresentadora e atriz alemã naturalizada brasileira;
14. João Ricardo Camillo Dias, representante do fórum "Miss Brazil on Board";
15. André Sada, sócio-diretor e cofundador do grupo "ALL Entretenimento";
16. Andréa Gusmão, diretora de marketing do "Resort Il Campanário";
17. Roberta Schneider, consultora internacional para multinacionais;
18. Camille Reis, apresentadora do programa "Mistura", da RBS;
19. Tatiana Orlova, representante da marca "O'Blanc" no Brasil;
20. Tamara Almeida, jornalista e Miss Mundo Brasil 2008;
21. Keno Manzur, coordenador do "Miss Mundo Chile";
22. Marina Fontes, vice-diretora do concurso;
23. Daniel Nigri, diretor do "Nu Espaço";
24. Daniel Erthal, ator e empresário;
25. Elaine Henrique, estilista.

## Rainhas Regionais
As candidatas mais bem classificadas por região do País:
| Prêmio                  | Representação & Candidata          |
| ----------------------- | ---------------------------------- |
| Miss Mundo Centro-Oeste | - Mato Grosso do Sul - Paula Gomes |
| Miss Mundo Nordeste     | - Piauí - Maria Cândido            |
| Miss Mundo Norte        | - Ilha do Marajó - Nathália Lago   |
| Miss Mundo Sudeste      | - Ilhabela - Catharina Choi        |
| Miss Mundo Sul          | - Rio Grande do Sul - Laís Berté   |

## Etapas Preliminares
| Colocação             | Representação & Candidata |
| --------------------- | --- |
| 1                     | Espírito Santo - Nathalia Kaur |
| 2                     | Mato Grosso do Sul - Paula Gomes |
| 3                     | Jurerê Internacional - Juliana Policastro |
| Finalistas            | Ilha do Mosqueiro - Clícia Pinheiro Minas Gerais - Júlia Horta                                                                               |
| Top 10 Semifinalistas | Amapá - Jade Vale Davis Distrito Federal - Thainá Magalhães Pernambuco - Miriam Silva São Paulo - Kelly Medeiros SP Capital - Marjorie Rossi |

| Colocação | Representação & Candidata      |
| --------- | ------------------------------ |
| 1         | Espírito Santo - Nathalia Kaur |
| 2         | Ilha de Marajó - Nathália Lago |
| 3         | Ilhabela - Catharina Choi      |

| Colocação             | Representação & Candidata |
| --------------------- | --- |
| 1                     | Pará - Mara Ângela |
| 2                     | Distrito Federal - Thainá Magalhães |
| 3                     | Santa Catarina - Clóris Junges |
| Top 10 Semifinalistas | Bahia - Monique Morais Ilhabela - Catharina Choi Ilha de Marajó - Nathália Lago Minas Gerais - Júlia Horta Rio de Janeiro - Viviane Soares Rio Grande do Sul - Laís Berté Sergipe - Ana Luísa Castro |

| Colocação             | Representação & Candidata |
| --------------------- | --- |
| 1                     | Mato Grosso do Sul - Paula Gomes |
| 2                     | Amazonas - Mayra Dias |
| 3                     | Minas Gerais - Júlia Horta |
| Top 10 Semifinalistas | Ceará - Maria Theresa Carvalho Goiás - Monalisa Carneiro Ilha do Mosqueiro - Clícia Pinheiro Ilha dos Marinheiros - Valleska Magri Pampa Gaúcho - Andrieli Rozin Rio de Janeiro - Viviane Soares Rio Grande do Sul - Laís Berté |

| Colocação             | Representação & Candidata |
| --------------------- | --- |
| 1                     | Distrito Federal - Thainá Magalhães |
| 2                     | Ilhabela - Catharina Choi |
| 3                     | Goiás - Monalisa Carneiro |
| Finalistas            | Ilha dos Lobos - Jéssica Lírio Rio de Janeiro - Viviane Soares                                                                              |
| Top 10 Semifinalistas | Amapá - Jade Davis Mato Grosso do Sul - Paula Gomes Minas Gerais - Júlia Horta Pampa Gaúcho - Andrieli Rozin Santa Catarina - Clóris Junges |

| Colocação | Representação & Candidata        |
| --------- | -------------------------------- |
| 1         | Mato Grosso do Sul - Paula Gomes |
| 2         | Rio Grande do Sul - Laís Berté   |
| 3         | SP Capital - Marjorie Rossi      |

| Colocação             | Representação & Candidata |
| --------------------- | --- |
| 1                     | Rio Grande do Sul - Laís Berté |
| 2                     | Mato Grosso do Sul - Paula Gomes |
| 3                     | SP Capital - Marjorie Rossi |
| Top 10 Semifinalistas | Amazonas - Mayra Dias Distrito Federal - Thainá Magalhães Ilhabela - Catharina Choi Ilha dos Lobos - Jéssica Lírio Minas Gerais - Júlia Horta Santa Catarina - Clóris Junges T. & Martim Vaz - Larissa Dienstmann |

| Colocação             | Representação & Candidata |
| --------------------- | --- |
| 1                     | Santa Catarina - Clóris Junges |
| 2                     | Minas Gerais - Júlia Horta |
| 3                     | Distrito Federal - Thainá Magalhães |
| Top 10 Semifinalistas | Amazonas - Mayra Dias Ceará - Theresa Carvalho Ilha dos Lobos - Jéssica Lírio Ilha dos Marinheiros - Vall Magri Mato Grosso do Sul - Paula Gomes SP Capital - Marjorie Rossi Tocantins - Jaqueline Verrel |

## Classificação geral
As colocações de todas as candidatas ao título se encontram abaixo:
| Posição | Representação         | Entrevista | Top Model | Moda Noite | Beleza e Personalidade | Esporte | Talento | Multimidia | Beleza com Propósito | Parcial | Votos Top 10/5 | Total Preliminar | Votos na Final |
| ------- | --------------------- | ---------- | --------- | ---------- | ---------------------- | ------- | ------- | ---------- | -------------------- | ------- | -------------- | ---------------- | -------------- |
| 1ª      | Sergipe               | 177        | 13        | 14         | 10                     | 0       | 0       | 0          | 30                   | 244     | 90             | 334              | 8              |
| 2ª      | Ilhabela              | 185        | 12        | 16         | 15                     | 0       | 0       | 0          | 40                   | 268     | 95             | 363              | 6              |
| 3ª      | Mato Grosso do Sul    | 183        | 8         | 22         | 20                     | 12      | 10      | 7          | 33                   | 295     | 35             | 330              | 6              |
| 4ª      | Rio Grande do Sul     | 182        | 14        | 20         | 22                     | 6       | 0       | 0          | 12                   | 256     | 90             | 346              | 5              |
| 5ª      | Distrito Federal      | 174        | 20        | 17         | 17                     | 0       | 4       | 8          | 42                   | 282     | 85             | 367              | 3              |
| 6ª      | Minas Gerais          | 169        | 15        | 8          | 16                     | 8       | 6       | 10         | 35                   | 267     | 45             | 312              |                |
| 7ª      | SP Capital            | 177        | 3         | 18         | 18                     | 0       | 3       | 1          | 24                   | 244     | 60             | 304              |                |
| 8ª      | Espírito Santo        | 195        | 7         | 1          | 0                      | 0       | 12      | 0          | 18                   | 233     | 70             | 303              |                |
| 9ª      | Rio de Janeiro        | 151        | 16        | 13         | 7                      | 2       | 0       | 0          | 36                   | 225     | 50             | 275              |                |
| 10ª     | Ilha de Marajó        | 186        | 11        | 11         | 8                      | 0       | 0       | 0          | 16                   | 232     | 40             | 272              |                |
| 11ª     | Santa Catarina        | 148        | 18        | 9          | 12                     | 0       | 0       | 12         | 31                   | 230     | 15             | 245              |                |
| 12ª     | Trindade e Martim Vaz | 172        | 4         | 5          | 14                     | 0       | 0       | 0          | 25                   | 220     | 20             | 240              |                |
| 13ª     | Jurerê Internacional  | 154        | 9         | 15         | 4                      | 0       | 8       | 0          | 29                   | 219     | 20             | 239              |                |
| 14ª     | Pampa Gaúcho          | 162        | 6         | 10         | 2                      | 5       | 0       | 0          | 32                   | 217     | 20             | 237              |                |
| 15ª     | Pará                  | 166        | 22        | 3          | 0                      | 0       | 0       | 0          | 10                   | 201     | 35             | 236              |                |
| 16ª     | Goiás                 | 154        | 0         | 12         | 9                      | 1       | 0       | 0          | 38                   | 214     | 15             | 229              |                |
| 17ª     | Amazonas              | 145        | 10        | 6          | 13                     | 10      | 0       | 3          | 15                   | 202     | 25             | 227              |                |
| 18ª     | Ilha dos Lobos        | 162        | 0         | 4          | 11                     | 0       | 0       | 5          | 37                   | 219     | 5              | 224              |                |
| 19ª     | Amapá                 | 158        | 5         | 2          | 0                      | 0       | 5       | 0          | 34                   | 204     | 10             | 214              |                |
| 20ª     | Piauí                 | 146        | 0         | 0          | 0                      | 0       | 0       | 0          | 10                   | 156     | 0              | 156              |                |
| 21ª     | Ilha do Mosqueiro     | 143        | 0         | 0          | 5                      | 4       | 7       | 0          | 28                   | 187     |                | 187              |                |
| 22ª     | Paraíba               | 169        | 0         | 0          | 1                      | 0       | 0       | 0          | 17                   | 187     |                | 187              |                |
| 23ª     | Baixada Fluminense    | 167        | 0         | 0          | 6                      | 0       | 0       | 0          | 10                   | 183     |                | 183              |                |
| 24ª     | Tocantins             | 147        | 0         | 0          | 3                      | 0       | 0       | 6          | 23                   | 179     |                | 179              |                |
| 25ª     | Rondônia              | 148        | 2         | 0          | 0                      | 0       | 0       | 0          | 27                   | 177     |                | 177              |                |
| 26ª     | Ilha dos Marinheiros  | 146        | 0         | 0          | 0                      | 3       | 0       | 4          | 22                   | 175     |                | 175              |                |
| 27ª     | Pernambuco            | 151        | 0         | 7          | 0                      | 0       | 2       | 0          | 10                   | 170     |                | 170              |                |
| 28ª     | Bahia                 | 138        | 17        | 0          | 0                      | 0       | 0       | 0          | 10                   | 165     |                | 165              |                |
| 29ª     | São Paulo             | 137        | 0         | 0          | 0                      | 0       | 1       | 0          | 19                   | 157     |                | 157              |                |
| 30ª     | Ceará                 | 137        | 1         | 0          | 0                      | 7       | 0       | 2          | 10                   | 157     |                | 157              |                |
| 31ª     | Fernando de Noronha   | 126        | 0         | 0          | 0                      | 0       | 0       | 0          | 26                   | 152     |                | 152              |                |
| 32ª     | Ilha do Mel           | 128        | 0         | 0          | 0                      | 0       | 0       | 0          | 22                   | 150     |                | 150              |                |
| 33ª     | Ilha de Santana       | 127        | 0         | 0          | 0                      | 0       | 0       | 0          | 15                   | 142     |                | 142              |                |
| 34ª     | Alagoas               | 116        | 0         | 0          | 0                      | 0       | 0       | 0          | 22                   | 138     |                | 138              |                |
| 35ª     | Paraná                | 124        | 0         | 0          | 0                      | 0       | 0       | 0          | 13                   | 137     |                | 137              |                |
| 36ª     | Rio Grande do Norte   | 123        | 0         | 0          | 0                      | 0       | 0       | 0          | 10                   | 133     |                | 133              |                |

### Observações
1. O desempate entre as misses Ilhabela e Mato Grosso do Sul deu-se pelo total dos pontos preliminares.
2. Mesmo não tendo a somatória para se posicionar entre as 20, a Miss Piauí conseguiu pelo voto popular.
3. O desempate entre Ilha do Mosqueiro e Paraíba deu-se pelo total dos pontos do Beleza com Propósito.
4. O desempate entre São Paulo e Ceará deu-se também pelo total dos pontos do Beleza com Propósito.

## Candidatas
Abaixo encontra-se a lista completa de candidatas deste ano: 

### Estaduais
| - Alagoas - Janyele Santos - Amapá - Jade Davis - Amazonas - Mayra Dias - Bahia - Monique Morais - Ceará - Maria Theresa Carvalho - Distrito Federal - Thainá Magalhães - Espírito Santo - Nathalia Kaur - Goiás - Monalisa Carneiro - Mato Grosso do Sul - Paula Gomes - Minas Gerais - Júlia Horta - Pará - Mara Ângela Lima - Paraíba - Mariana Souto | - Paraná - Annie Spina - Pernambuco - Miriam Silva - Piauí - Maria Cândido - Rio de Janeiro - Viviane Soares - Rio Grande do Norte - Mariana Moura - Rio Grande do Sul - Laís Berté - Rondônia - Rebeca Falco - Santa Catarina - Clóris Junges - São Paulo - Kelly Medeiros - Sergipe - Ana Luísa Castro - Tocantins - Jaqueline Verrel |

### Insulares & Regiões Geográficas
| - Baixada Fluminense - Bárbara Suter - Fernando de Noronha - Brenda Arruda - Ilhabela - Catharina Choi - Ilha de Marajó - Nathália Lago - Ilha de Santana - Lycia Ribeiro - Ilha do Mel - Ana Agostini - Ilha do Mosqueiro - Clícia Pinheiro - Ilha dos Lobos - Jéssica Lírio - Ilha dos Marinheiros - Valleska Magri - Jurerê Internacional - Juliana Policastro - Pampa Gaúcho - Andrieli Rozin - São Paulo Capital - Marjorie Rossi - Trindade e Martim Vaz - Larissa Dienstmann |

## Designações
Candidatas designadas para representar o Brasil em concursos internacionais à convite da organização:
Legenda
      A representante do Brasil venceu a disputa.
      A representante do Brasil parou na 2ª colocação.
      A representante do Brasil parou na 3ª colocação.
| Candidata & Posição no nacional      | Concurso internacional & local da final                                 | Posição na disputa internacional  |
| ------------------------------------ | ----------------------------------------------------------------------- | --------------------------------- |
| Catharina Choi (1ª colocada)         | Miss World 2015 (Final: Sanya, China)                                   | Top 21 · Rainha das Américas      |
| Paula Gomes (2ª colocada)            | Miss Grand International 2015 (Final: Bancoque, Tailândia)              | Top 10                            |
| Vitória Bisognin (3º. Lugar em 2014) | Reinado Internacional del Café 2015 (Final: Manizales, Colômbia)        | 4ª Colocada · Melhor Cabelo       |
| Elisa Freitas (5ª colocada em 2014)  | Reinado Internacional de la Ganadería 2015 (Final: Montería, Colômbia)  | Melhor Rosto, Corpo & em Fandango |
| Nathália Lago (9ª colocada)          | Miss Continentes Unidos 2015 (Final: Guaiaquil, Equador)                | Vencedora                         |
| Clóris Junges (10ª colocada)         | Miss Global Beauty Queen 2015 (Final: Seul, Coreia do Sul)              | Top 15 · Melhor Passarela         |
| Larissa Dienstmann (11ª colocada)    | Reina Hispanoamericana 2015 (Final: Santa Cruz de la Sierra, Bolívia)   |                                   |
| Juliana Policastro (12ª colocada)    | Miss Global City 2015 (Final: Shanghai, China)                          |                                   |
| Jéssica Lírio (18ª colocada)         | Miss Tourism Queen International 2015 (Final: Wenzhou, China)           | Top 10 · Melhor Vestido de Gala   |
| Jade Davis (19ª colocada)            | Miss Tourism Queen of the Year Int. 2015 (Final: Kuala Lumpur, Malásia) |                                   |